# 聖霊降臨祭のミサ
『聖霊降臨祭のミサ』（せいれいこうりんさいのミサ、ペンテコステのミサ、フランス語: Messe de la Pentecôte）は、オリヴィエ・メシアンが1950年に作曲したオルガンのための作品。5曲から構成され、演奏時間は約30分。

## 作曲の経緯
メシアンによると、この曲は7年間にわたる自分の即興演奏の成果を合体させ要約したようなものだという。しかしながら、ほぼ同時期に作曲された『オルガンの書』と同様の実験的なリズム語法を使った即興とは無関係な箇所があり、ヒルとシメオネによると『オルガンの書』と本曲は本来ひとつの曲として構想されていた。当時のメシアンの音楽の傾向であるリズムの実験的な性格が強い。
1951年5月13日の聖霊降臨祭（ペンテコステ）の日に、パリのトリニテ教会の正午のミサでメシアン本人の演奏によって少なくとも第2曲と第5曲の2曲が演奏された。

## 構成
1. 入祭（炎の舌） Entrée (Les langues de feu) - 副題は使徒言行録2章3節「そして、炎のような舌が分かれ分かれに現れ、一人一人の上にとどまった」に由来する。古代ギリシアの韻律のリズムにもとづき、非合理時価を使用している。
2. 奉献（見えるものと見えないもの） Offertoire (Les choses visibles et invisibles) - 副題はニカイア信条からの引用である。『オルガンの書』との共通性が高く、3つのインドのリズム（tritîya, caturthaka, nihçankalîla）が置換によって6つの順序で反復されながら音価の増減（ペルソナージュ・リトミーク）を行う。中間部では5音からなる音価の半音階の置換が使用される。一方、間に挿入される単旋律の部分は『トゥランガリーラ交響曲』の「愛の眠りの園」に由来する[3]。
3. 聖別（知恵のたまもの） Consécration (Le don de Sagesse) - ヨハネによる福音書14章26節「聖霊が、わたしが話したことを思い起こしてくださる」を引用する。この曲もインドのリズム（Simhavikrama, Miçra varna）を使用する部分と単旋律の部分が交替する。
4. 聖体拝領（鳥たちと泉） Communion (Les oiseaux et les sources) - ダニエル書補遺の3人の若者の賛歌「泉よ、主を賛美せよ／空の鳥よ、主を賛美せよ」を引用している。自作のトリスタン三部作と『カンテヨジャヤー』からの引用の多い曲だが、1か所だけ同時期に作曲された『4つのリズム・エチュード』の「火の島1」から鳥たちのパッセージを引用している[3]。
5. 閉祭（聖霊の風） Sortie (Le vent de l'Esprit) - 副題は使徒言行録2章2節「突然、激しい風が吹いて来るような音が天から聞こえ、彼らが座っていた家中に響いた」にもとづく。メシアンによると、冒頭の狂暴なフォルテッシモが歓喜の象徴であるヒバリたちの合唱のように急速な渦を巻いて昇っていく[4]。右手で演奏されるヒバリの歌とともに音価の半音階が使用され、左手は音価を減らし、ペダルは増やしていく。この曲は『オルガンの書』の「64種の持続」のモデルになった[5]。